# Ordre du Mérite agricole (Bénin)
Pour les articles homonymes, voir Ordre du Mérite agricole (distinction).
L'ordre du Mérite agricole est un ordre honorifique béninois créé le 31 décembre 1962 au Dahomey par Hubert Maga.
Cet ordre, coordonné par la grande chancellerie de l'ordre national du Bénin, est destiné à récompenser toute personne physique ou morale ayant rendu service à la Nation dans le secteur agricole.
Il comprend trois grades, chevalier, officier et commandeur.

## Historique
L'ordre du Mérite agricole est créé le 31 décembre 1962 par Hubert Maga, président du Dahomey, après publication de la loi no 62-43.
Mathieu Kérékou, président d'une nation renommée république populaire du Bénin peu après son coup d'État d'octobre 1972, fait table rase du passé colonial français ; il se lance dans des réformes et la transformation des institutions, en modifiant notamment, le 21 septembre 1987, la loi portant sur la création de l'ordre national du Bénin. Il abroge également la loi concernant l'ordre du Mérite agricole, supprime ce dernier et promeut la loi no 87-020 qui porte sur la création d'un nouvel ordre au même nom.

## Reclassement
Toute personne décorée dans l'ancien ordre du Mérite agricole conserve sa décoration. Mais sur demande auprès du président de la République, un reclassement notifié par décret publié au journal officiel et à concordance de grade dans le nouvel ordre peut être procédé,.

## Nomination et promotion

### Conditions
Les conditions générales pour être admis dans l'ordre du Mérite agricole sont les suivantes :
1. être âgé d'au moins trente ans ;
2. jouir de ses droits civiques ;
3. justifier de cinq ans de services rendus à l’agriculture, soit dans des exploitations agricoles ou dans des industries s'y rattachant, soit dans la fonction publique ou par des travaux scientifiques ou encore des publications sur le thème agricole.

Les autorités compétentes peuvent décider d'exempter de ce délai de cinq années, toute personne :
- ayant rendu des services exceptionnels ;
- s'étant distinguée au prix ou au péril de sa vie au nom de l'agriculture ;
- nommée ou promue à titre posthume.

Les étrangers sont également admis dans l'ordre du Mérite agricole aux mêmes grades, pour les mêmes services rendus et dans les mêmes conditions que les citoyens béninois.

### Modalités
Le président de la République procède par décret à toutes les nominations ou promotions après avis du conseil de l'ordre national du Bénin. Elles sont faites le jour de la Fête nationale, le 1er août, mais peuvent être également annoncées, à titre normal, une nouvelle fois dans l'année. Les décorations sont aussi possiblement décernées à titre exceptionnel au cours de l'année.

### Grades
L'ordre comprend trois grades : chevalier, officier et commandeur. Sauf à titre exceptionnel, aucune promotion n'est permise au grade d'officier ou de commandeur si l'intéressé ne justifie d'au moins cinq ans d'ancienneté dans le grade immédiatement inférieur.

## Description

### Insigne
L'insigne se décline :
- en bronze pour le grade de chevalier ;
- en argent pour le grade d'officier ;
- en or pour le grade de commandeur.

La médaille, d'un diamètre de 36 mm, est surmontée d'une bélière en forme de palmes. À l'avers, deux houes se croisent en un angle de 100° et deux étoiles à cinq branches sont apposées, l'une en haut et l'autre en bas. Le revers porte les inscriptions « République du Bénin » et « Mérite agricole ».

### Ruban
L'insigne est suspendu à un ruban vert vif de 44 mm de largeur, barré verticalement d'une bande rouge de 3 mm à chaque bord. Pour les grades de chevalier et d'officier, il s'agit d'un ruban simple et d'un ruban avec rosette pour le grade de commandeur.
| Chevalier | Officier | Commandeur |
| --------- | -------- | ---------- |
|           |          |            |